# Contea (Terra di Mezzo)
La Contea (in ovestron: Sûza) è una regione di Arda, l'universo immaginario fantasy creato dallo scrittore inglese J. R. R. Tolkien. È abitata dal popolo degli Hobbit e situata nel continente della Terra di Mezzo.

## Geografia
Secondo le informazioni dateci da Tolkien, la Contea misura 40 leghe (192 km, 120 miglia Númenóreane) dai Luoghi Lontani ad ovest al Ponte sul Brandivino ad est, e 50 leghe (240 km, 150 miglia) dalle Brughiere del Nord alle Paludi del Sud. Ciò è confermato in un saggio dallo stesso Tolkien (sui linguaggi della Terra di Mezzo) nel quale egli descrive la Contea come avente un'area di 18.000 miglia quadrate (46.000 km² circa). Per attenersi il più possibile a tale descrizione si deve supporre che la Contea avesse grosso modo una forma rettangolare.

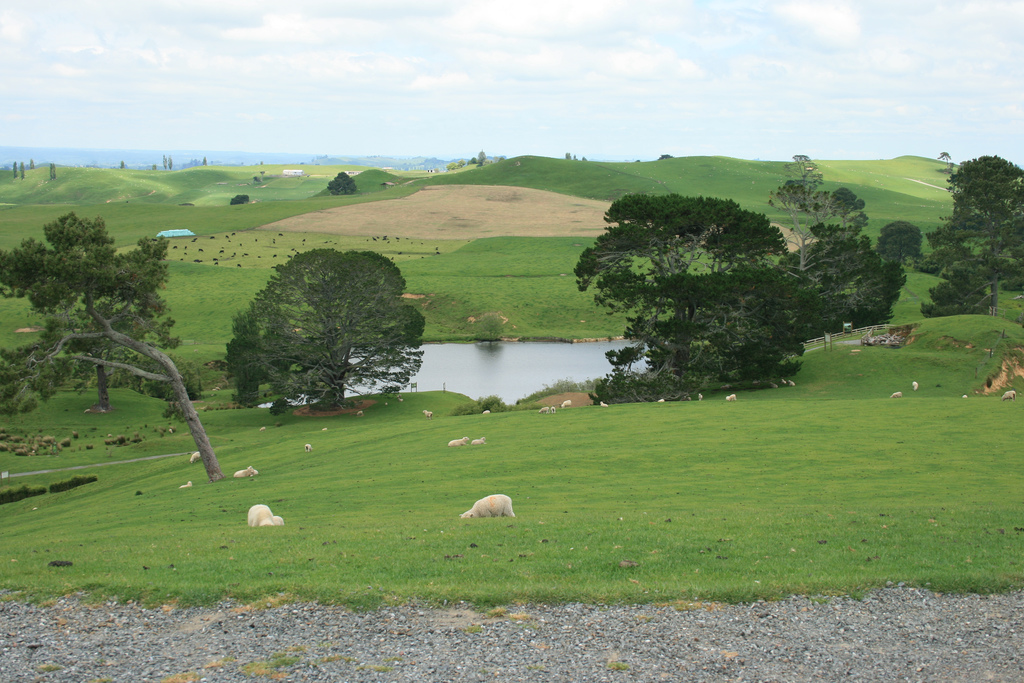
La location di Matamata, in Nuova Zelanda, servita come sfondo per le sequenze di Hobbiville e della Contea nel film di Peter Jackson Il Signore degli Anelli

Il fiume Brandivino (Baranduin) delimita la Contea ad est, anche se gli Hobbit vivono anche nella Terra di Buck, che si trova oltre il fiume ad ovest della Frattalta, la siepe che protegge la Contea dall'invasione degli alberi della Vecchia Foresta; comunque, la Terra di Buck non era formalmente riconosciuta come parte della Contea fino a dopo la Guerra dell'Anello, quando venne ufficialmente riconosciuta alla Contea da Re Elessar. A nord e ad ovest la Contea non ha confini topografici, ma è delimitata dalle antiche vie sud ed est, e da vaghi tratti geografici come i Colli Torrioni.
La Contea era originariamente divisa in quattro decumani (Decumano Nord, Decumano Sud, Decumano Est e Decumano Ovest), ma la Terra di Buck e più tardi i Confini Occidentali furono annessi ad essa. All'interno dei Decumani esistono alcune divisioni minori non ufficiali come le terre di casata: i Tuc vivono quasi tutti a Tucboro (o nei suoi pressi) o nella Terra di Buck, per esempio. In molti casi un cognome Hobbit indica la provenienza della famiglia: quello di Samvise Gamgee per esempio deriva da Gamwich ([ɡammiʤ]), città da cui è originaria la sua famiglia. Al di fuori dei Decumani, la Terra di Buck stessa deve il suo nome ai Vecchiobecco, quando cambiarono il loro nome in Brandibuck.
La Contea era piuttosto densamente popolata con numerosi villaggi e qualche città, ma era ancora abbastanza disabitata da permettere la sopravvivenza di vaste aree boschive e di paludi.

## Storia
Gli Hobbit si stabilirono nella Contea nell'anno 1601 della Terza Era (anno 1 del Calendario della Contea). Gli Hobbit (che originariamente abitavano la valle dell'Anduin) erano migrati ad ovest oltre le aspre Montagne Nebbiose durante il decennio precedente, e prima di penetrare in quella che poi sarebbe divenuta la Contea essi vissero nel Dunland e in parte dei disabitati reami divisi di Arthedain, Cardolan e Rhudaur. Si suppone che gli Hobbit in origine migrarono ad ovest per sfuggire alle forze maligne presenti nel Bosco Atro e al disordine provocato dagli Esterling.
La Contea era una regione dell'Arthedain, e allo stesso modo faceva parte del Reame di Arnor. Gli Hobbit ottennero un permesso ufficiale dal re Argeleb II a Roccanorda (Fornost) per insediarsi in quell'area, che non era popolata e veniva considerata territorio di caccia del Re; il sovrano dunedain nominò quindi un conte come suo vassallo, e da qui la terra venne appunto conosciuta come ''la contea''. Gli Hobbit si consideravano sudditi del Re, ed inviarono alcune truppe di arcieri in supporto al regio esercito durante la Battaglia di Fornost contro il Re Stregone di Angmar. Dopo la caduta di Arnor, la Contea rimase una piccola ma indipendente unità politica. I capi dei clan continuarono l'elezione del ''Conte della Contea'', che assunse i poteri del Re dopo la fine del Regno del Nord. I primi Conti furono i capofamiglia del Clan dei Vecchiobecco, mentre in seguito al governo della Contea succedettero i Tuc.
La modesta estensione di tale regione, la relativa mancanza di influenza negli eventi della Terra di Mezzo ed il coraggio e l'ingegno degli Hobbit ne fecero un trascurato oggetto di conquista, così che vissero indisturbati per molti anni. La Contea era vigilata e protetta dai raminghi Dunedain, che sorvegliavano i confini e tenevano alla larga i ficcanaso. Gli unici stranieri ad avere accesso alla Contea erano i Nani che percorrevano la Grande Via Est attraversando la Contea per raggiungere le loro miniere nelle viscere dei Monti Azzurri. Occasionalmente anche gli Elfi vi passavano nel loro tragitto verso i Porti Grigi. L'unica battaglia, prima degli eventi che segnarono la fine della Terza Era, fu la Battaglia di Terreverdi (1147 C.C.), nel Decumano Nord, in cui Brandobras Tuc detto il Ruggibrante, mise in fuga gli Orchi e, a parte il successivo "Lungo Inverno" (2758-59), in cui vennero soccorsi da Gandalf, e il "Crudele Inverno" (1311 C.C.), in cui il Brandivino ghiacciò, gli Hobbit soffrirono la fame e i Lupi Selvaggi dell'Eriador invasero la Contea, non vi furono problemi per il pacifico paese, mentre guerre imperversavano nel resto della Terra di Mezzo.
La pacifica situazione in cui versava la Contea mutò dopo che Bilbo Baggins acquisì l'Unico Anello (dopo averlo rinvenuto nella caverna abitata dalla creatura Gollum e quindi sottratto ad essa, come narrato ne Lo Hobbit) nell'anno 1343 del Calendario della Contea. Poco tempo dopo l'inizio degli avvenimenti narrati nel Signore degli Anelli (autunno dell'anno 1419 C.C.), la Contea venne visitata dai Nove Spettri dell'Anello e in seguito occupata dai seguaci di Saruman. Dopo la Guerra dell'Anello venne liberata grazie all'intervento di Frodo, Sam, Merry e Pipino che vinsero la Battaglia di Lungacque il 3 novembre. Dopo il ritorno di Aragorn e la sua incoronazione a Re di Arnor e Gondor, la Contea divenne un'enclave all'interno dei Regni Riuniti del nord e del sud, che riconoscendo l'autorità del re ottenne di non poter essere percorsa da uomini, alla quale si sottomise anche Re Elessar quando, per andare a trovare i suoi amici Hobbit, si limitò ad aspettarli ai confini.

## Politica
La contea era organizzata in quattro settori, chiamati Decumani, ognuno dei quali al corrispondente punto cardinale, Nord, Sud, Est e Ovest.
Gli organi ufficiali del potere della Contea erano il Sindaco, che risiedeva a Pietraforata sui Bianchi Poggi (comunemente detto semplicemente il Sindaco della Contea, eletto ogni sette anni alla Libera Fiera sui Bianchi Poggi in occasione della festa Lithe di Mezza Estate) e il Conte, facente le funzioni del Re (tradizionalmente risiedeva a Tucboro e si trattava del capo dell'importante clan dei Tuc); al di fuori della Contea, la Terra di Buck si organizzava invece con il Signore di Buck, con sede a Buckburgo.
Gli Hobbit amavano la pace e la cooperazione, preferivano tenersi alla larga da tutto quanto accadesse al di fuori degli stretti confini della Contea. La stessa Contea era, nella mente dei suoi abitanti, più una comunità di persone libere che una nazione nel senso degli Uomini, e i valori su cui si fondava la loro società erano dati per scontati e condivisi da tutti.
A dimostrazione di ciò, gli Hobbit erano l'unico popolo della Terra di Mezzo che sceglieva il proprio rappresentante diretto, il Sindaco, attraverso elezioni regolari.
Quindi, anche se nominalmente il Conte governava sui quattro Decumani, in effetti l'autorità era così decentralizzata che il titolo era visto piuttosto come una formalità. Egli era comunque il giudice supremo della Corte di Giustizia, presidente dell'Assemblea Nazionale e capo dell'esercito Hobbit.
Il ruolo del Sindaco era più importante, nella mentalità hobbit, dal momento che aveva il compito di presiedere i banchetti festivi, nonché di occuparsi dei servizi di Messi e della Guardia Nazionale (era infatti anche Ministro delle Poste e Primo Guardacontea), mentre il Signore di Buck aveva il controllo della Terra di Buck. La Terra di Buck e i Luoghi Lontani (nei pressi dei Porti Grigi) non erano considerate ufficialmente parte della Contea, fino alla Guerra dell'Anello.

## Economia
La Contea è descritta come una piccola ma incantevole terra rigogliosa, amata dal suo popolo. Gli Hobbit praticavano una tecnica agricola estensiva. Vi erano varie coltivazioni nella Contea, tra cui quelle di cereali, frutta, legname ed una qualità di erba simile al nostro tabacco e molto apprezzata dagli Hobbit e denominata da loro erba pipa.
La maggior parte dell'economia era di tipo primario, basata appunto sull'agricoltura e l'allevamento, la caccia si praticava sporadicamente, più che altro nella Terra di Buck, mentre non ci sono notizie sulla pesca.
Nonostante Tolkien alluda al fatto che gli Hobbit mangiassero gli animali che allevavano (prevalentemente pollame, ma anche carni ovine e suine), questi rimanevano comunque molto rispettosi dell'ambiente naturale e delle forme di vita che lo abitavano, volendoli preservare il più possibile nella forma originaria.
L'altra fonte di introiti per la Contea era il commercio, che veniva praticato, a parte ovviamente degli Hobbit di fuori, prevalentemente con i Nani delle Montagne Azzurre e quelli di Erebor. Dopo la Guerra dell'Anello, vennero stipulati trattati commerciali anche con il regno di Gondor e quello di Rohan, con la sicurezza di una maggiore prosperità per tutte le parti.
Il commercio riguardava soprattutto generi alimentari, beni di consumo e i materiali necessari per l'edilizia, come i metalli e le leghe, mentre c'era poco interesse per oggetti di valore (a parte l'argenteria).
Non si hanno notizie sulla valuta; in effetti Tolkien non dice niente al riguardo neanche degli altri popoli della Terra di Mezzo. Probabilmente il sistema di scambi era basato in parte sul baratto, in parte sull'oro. Ma ne Lo Hobbit c'è una velata menzione alla professione di Bilbo Baggins (cosa che giustificherebbe il suo essere benestante), che potrebbe essere stata quella di presta-denaro. Quindi può anche darsi che esistesse una forma appena abbozzata di attività bancaria.
La sua relativamente pacifica esistenza durante l'aspro periodo precedente la sconfitta di Sauron può essere attribuita alla costante opera di sorveglianza da parte di Gandalf e dei raminghi del Nord capeggiati da Aragorn. Quando questi si trovarono impegnati nella distante guerra contro Sauron, la Contea divenne essenzialmente priva di difese e finì (anche a causa dei comportamenti ambigui di Lotho Sackville-Baggins) con l'essere occupata da Saruman. Ma i danni che questi causò con i suoi maligni progetti furono cancellati dallo sforzo degli Hobbit: la Contea fu infatti rinnovata nel suo splendore grazie al dono fatto a Sam da Dama Galadriel: una scatola contenente terra del frutteto della dama elfica e "ogni benedizione che Galadriel ha ancora il potere d'impartire", ed un seme di mallorn. Il 1420 C.C. venne considerato dagli abitanti della Contea come "il grande anno dell'abbondanza", il più produttivo e prospero nella loro storia.

## Le influenze di Tolkien
Secondo le interpretazioni comunemente accettate, nelle devastazioni della Contea perpetrate da Saruman si rispecchiava l'esperienza diretta di Tolkien, che vide l'estendersi della rivoluzione industriale nella zona rurale dello Warwickshire durante la sua giovinezza, e specialmente gli effetti deleteri che da essa si originarono. La ribellione degli Hobbit e la normalizzazione della Contea potrebbero essere interpretati come una ricetta di volontaria semplicità, come una semplicistica soluzione ai problemi della società moderna.
Sulle mappe di Tolkien la Contea è situata più o meno nella stessa posizione dell'Inghilterra nelle moderne mappe europee ed è stata citata come modello dell'ideologia di Merry England, sebbene l'Inghilterra sia in un'isola mentre la Contea si trova all'interno del continente.
Essa è tuttavia considerata da alcuni un'isola in un certo senso, a causa della sua indipendenza dalle aree circostanti e dalle loro leggi. Per tutto il corso della narrazione, Tolkien, inoltre, implica numerosi punti di affinità tra le due, come la presenza costante del vento e dell'agricoltura. Un altro elemento che ci fa supporre l'utilizzo del suolo inglese come fonte di ispirazione è la scelta da parte di Tolkien del nome da attribuire alla terra degli Hobbit: The Shire, appellativo proprio delle contee britanniche, piuttosto che il più comune sinonimo county.